# Liste der Pfarren im Dekanat Taxenbach
Das Dekanat Taxenbach ist ein Dekanat der römisch-katholischen Erzdiözese Salzburg.

## Pfarren mit Kirchengebäuden
| Pfarre                          | Pfarrverband                                                                                              | Seit    | Patrozinium                  | Kirchengebäude                              | Bild |
| ------------------------------- | --- | ------- | ---------------------------- | ------------------------------------------- | ---- |
| Bad Gastein                     | Bad Gastein – Bad Hofgastein – Böckstein – Dorfgastein                                                    | 1856    | Hll. Primus und Felician     | Preimskirche                                |      |
| Bad Hofgastein                  | Bad Gastein – Bad Hofgastein – Böckstein – Dorfgastein                                                    | 12. Jh. | Mariä Himmelfahrt            | Pfarrkirche Bad Hofgastein                  |      |
| Böckstein                       | Bad Gastein – Bad Hofgastein – Böckstein – Dorfgastein                                                    | 1765    | Maria, Mutter vom Guten Rat  | Pfarrkirche Böckstein                       |      |
| Bruck an der Großglocknerstraße | Bruck an der Glocknerstraße – Eschenau – Fusch an der Glocknerstraße – St. Georgen im Pinzgau – Taxenbach | 1858    | Hl. Maria                    | Pfarrkirche Bruck an der Großglocknerstraße |      |
| Bucheben                        | Bucheben – Dienten – Embach – Lend – Rauris                                                               | 1891    | Hll. Hieronymus und Leonhard | Pfarrkirche Bucheben                        |      |
| Dienten                         | Bucheben – Dienten – Embach – Lend – Rauris                                                               | 1891    | Hl. Nikolaus                 | Pfarrkirche Dienten am Hochkönig            |      |
| Dorfgastein                     | Bad Gastein – Bad Hofgastein – Böckstein – Dorfgastein                                                    | 1857    | Hll. Rupert und Virgil       | Pfarrkirche Dorfgastein                     |      |
| Embach                          | Bucheben – Dienten – Embach – Lend – Rauris                                                               | 1813    | Hl. Laurentius               | Pfarrkirche Embach                          |      |
| Eschenau                        | Bruck an der Glocknerstraße – Eschenau – Fusch an der Glocknerstraße – St. Georgen im Pinzgau – Taxenbach | 1891    | Hl. Margareta                | Pfarrkirche Eschenau                        |      |
| Fusch an der Großglocknerstraße | Bruck an der Glocknerstraße – Eschenau – Fusch an der Glocknerstraße – St. Georgen im Pinzgau – Taxenbach | 1862    | Hll. Ägidius und Martin      | Pfarrkirche Fusch an der Großglocknerstraße |      |
| Lend                            | Bucheben – Dienten – Embach – Lend – Rauris                                                               | 1813    | Hl. Rupert                   | Pfarrkirche Lend                            |      |
| Rauris                          | Bucheben – Dienten – Embach – Lend – Rauris                                                               | 1858    | Hll. Jakob und Martin        | Pfarrkirche Rauris                          |      |
| St. Georgen im Pinzgau          | Bruck an der Glocknerstraße – Eschenau – Fusch an der Glocknerstraße – St. Georgen im Pinzgau – Taxenbach | 1858    | Hl. Georg                    | Pfarrkirche St. Georgen im Pinzgau          |      |
| Taxenbach                       | Bruck an der Glocknerstraße – Eschenau – Fusch an der Glocknerstraße – St. Georgen im Pinzgau – Taxenbach | 1208    | Hl. Andreas                  | Pfarrkirche Taxenbach                       |      |

## Dekanat Taxenbach
Das Dekanat umfasst 14 Pfarren. Die Pfarren bilden 3 Pfarrverbände.